# Otorowo (województwo wielkopolskie)
Otorowo (niem. Otterwalde) – wieś w Polsce położona w województwie wielkopolskim, w powiecie szamotulskim, w gminie Szamotuły.

## Położenie i podział
Otorowo to rozległa wieś sołecka, położona 12 km na południowy zachód od Szamotuł i 15 km na północny wschód od Pniew.

### Integralne części wsi
| SIMC    | Nazwa      | Rodzaj      |
| ------- | ---------- | ----------- |
| 0595938 | Kamionka   | część wsi   |
| 0595967 | Mielno     | osada leśna |
| 0595944 | Poświętne  | część wsi   |
| 0595950 | Wincentowo | część wsi   |

## Nazwa
Od średniowiecza wieś nazywała się podobnie i nosiła pierwotną nazwę "Otorowo". Po raz pierwszy miejscowość odnotowana została w łacińskim dokumencie z 1284 (według zachowanej XVI wiecznej kopii) gdzie zapisano ją pod nazwą "Othorowo", w 1298 "Othorovo", 1387 "Otorowo, Ottorowo", 1393 "Utorowo".
Po rozbiorach Polski w XIX wieku nosiła także zgermanizowaną niemiecką nazwę "Otterwalde"

## Historia
Miejscowość pierwotnie była związana z Wielkopolską. Istnieje co najmniej od drugiej połowy XIII wieku i ma średniowieczną metrykę. Początkowo była własnością rycerską, a później szlachecką należącą do wielkopolskiej szlachty z rodu Szamotulskich oraz Otorowskich herbu Nałęcz, którzy od nazwy wsi przyjęli odmiejscowe nazwisko. Później także majątki we wsi posiadali Buszewscy, Herstopscy, Skrzydlewscy, Łosińscy, Kaczlińsscy. W 1435 wieś leżała w powiecie poznańskim województwa poznańskiego w Koronie Królestwa Polskiego. Od 1298 była siedzibą własnej parafii. W 1510 odnotowana została w dekanacie Wronki.
Pierwszy zachowany zapis o wsi pochodzi z 1284, z szesnastowiecznej kopii dokumentu wystawionego w tym roku przez kancelarię księcia wielkopolskiego oraz późniejszego króla polskiego Przemysła II. Książę potwierdził w nim przywileje immunitetowe dla dóbr kasztelana poznańskiego Tomisława z Szamotuł, w tym m.in. dla Otorowa. W 1298 biskup poznański Andrzej Zaremba podzielił archidiakonat poznański na trzy archidiakonaty zaliczając Otorowo do archidiakonatu mniejszego pszczyńskiego.
W latach 1387-1406 w historycznych zapisach sądowych odnotowany został Niemierza z Otorowa, Otorowski noszący nazwisko utworzone od nazwy wsi. W 1387 toczył proces z Mroczkiem Zajączkowskim o 50 grzywien poręki, a po tej dacie w kilku innych procesach sądowych. W latach 1389-1427 jako właściciel we wsi wspomniany został Wincenty Otorowski brat Stanisława z Kolna. W 1392 pozwał Jarosława o kradzież ryb wartości 20 grzywien, o pszenicę oraz o 20 grzywien. W latach 1393-1398 toczył proces ze swoim bratem Stanisławem Koleńskim, który ręczył mu, że odstąpi mu należącą do niego 1/3 Otorowa za 100 grzywien i tego nie uczynił. W latach 1416-1418 wspomniany został w źródłach jako świadek w sądzie Jan Wielki (oryg. "Velky, Welgy") z Otorowa, a w 1417 Maciej z Lipnicy oraz jego ojciec Jan z Otorowa.
W pierwszej połowie XV wieku miejscowość należała do braci Jaronima, Mikołaja, Kiełcza i Sędziwoja Otorowskich lokalnej polskiej szlachty. Zostali oni odnotowani w zapisach sądowych głównie przy okazji licznych spraw majątkowych. W 1435 Mikołaj Otorowski zapisał swojwej żonie Małgorzacie po 70 grzywien posagu oraz wiana na połowie Buszewa. W 1436 Mikołaj, Kiełcz oraz bracia Jan i Wincenty dziedzice Otorowa, Buszewa i Świączyna, a także Sędziwój z Kurowa toczyli proces z Florianem i Niklem z Witkowic. W 1446 Mikołaj Otorowski z Buszewa sprzedał Wojciechowi z Otorowa plebanowi w Zajączkowie dwie grzywny czynszu od sumy 24 grzywien na dwóch łanach oraz na części folwarku w Otorowie. W 1447 w wyniku tego Kiełcz i Sędziwój Otorowscy wraz z bratankiem Janem z Otorowa zobowiązali się, że w ciągu 3 lat przeniosą na Otorowo czynsz ciążący na Buszewie. W 1448 Mikołaj Otorowski toczył procesy z Sędziwojem, Janem oraz Wincentym Otorowskim oraz z Janem i Wojciechem z Otorowa.
W latach 1497-1533 dziedzicem we wsi był Wincenty Otorowski, syn Wojciecha Kielcza oraz brat rodzony Hieronima oraz przyrodni Stanisława, Piotra i Mikołaja. W 1497 oraz 1498, podczas wojny polsko-tureckiej trwającej w latach 1485–1503, został on zwolniony przez króla polskiego Jana I Olbrachta z obowiązku udziału w wyprawie wojennej oraz wyznaczony do obrony zamków wielkopolskich. W 1508 Wincenty zapisał swojej żonie Annie córce Piotra Krzestkowskiego po 70 grzywien posagu oraz wiana na połowie połowy części należnych mu w działach z braćmi w Otorowie oraz Krzestkowicach.
Miejscowość odnotowały także historyczne rejestry podatkowe dzięki, którym znamy stosunki własnościowe we wsi. Według zapisów z 1469 oraz 1478 Otorowo zalegało z podatkami. W 1499 nie opłacono poboru podatkowego z 8 łanów należących do Buszewskiego oraz karczmy otorowskiej. W 1508 pobrano we wsi podatki od 16 łanów, od dwóch karczm po 6 groszy. W 1510 miał miejsce pobór od 15 łanów. W 1563 pobór od 14 i 1/4 łana, dwóch karczm oraz od kowala. W 1581 pobrano podatki z działu Andrzeja Skrzydlewskiego od 2,5 łana, 4 zagrodników, dwóch komorników, krawca. Z działu wsi należącej do Stanisława Łosińskiego pobrano opłaty od 2 zagrodników, a jednej zagrody opuszczonej, kowala; z działu Serafina Kaczlińskiego pobrano podatek od jednego łana, dwóch zagrodników, a z działu Jakuba Buszewskiego od 4 łanów i dwóch zagrodników.
Wieś szlachecka Otorowo położona była w 1580 roku w powiecie poznańskim województwa poznańskiego w Rzeczypospolitej Obojga Narodów. Wskutek II rozbioru Polski w 1793, miejscowość przeszła pod władanie Prus i jak cała Wielkopolska znalazła się w zaborze pruskim..
W 1580 roku należało do Jakuba Buczewskiego, Jędrzeja Skrzydlewskiego, Serafina Kachlińskiego oraz Stefana Łozińskiego. Następnie do rodziny Bobolewskich herbu Łodzia. Od 1740 roku wieś należała do Jana Bronikowskiego, a następnie do Moszczeńskich. W 1888 r. było własnością księcia Ernesta von Sachse-Altenburg. Od 1922 r. wieś przejęły siostry urszulanki szare.
W 1867 r. w Otorowie powstało istniejące do dziś Kółko Rolnicze, odznaczone w 1984 r. Krzyżem Kawalerskim Orderu Odrodzenia Polski.  25 maja 1921 urodził się tu polityk Czesław Słowek. W 1937 r. odbył się tu głośny strajk chłopski. Po wkroczeniu wojsk niemieckich w 1939 r. 12 października oddział Wehrmachtu dokonał – pod ścianą kościoła – egzekucji 5 Polaków oskarżonych o wywieszenie flagi narodowej na budynku Urzędu Gminy. Kolejne 5 osób z Otorowa rozstrzelano publicznie dzień później na Rynku w Szamotułach. W 1943 roku okupanci niemieccy wprowadzili dla miejscowości nazwę Ottoswalde. Po wojnie 12 października 1945 r. dokonano ekshumacji zwłok z cmentarza szamotulskiego i pochowano je na cmentarzu w Otorowie. We wsi w czasie okupacji niemieckiej istniał areszt policyjny. Na mieszkańców Otorowa nałożono kontrybucję w wysokości 10 tys. zł, zabroniono wychodzić z domów między godziną 1.00 a 5.00 rano – do 1 listopada, zakazano im również odwiedzania miejscowego cmentarza (w przededniu Święta Zmarłych) oraz bezterminowo wstrzymano przepustki na wyjazd poza obręb wsi.
Do 1954 roku istniała gmina Otorowo. W latach 1975–1998 wieś położona była w województwie poznańskim.

## Obecnie
Obecnie Otorowo jest wsią pełniącą funkcje rolniczo-usługowe. We wsi działa Dom Kultury oraz Biblioteka Publiczna przy ul. Łąkowej. W Otorowie znajduje się również szkoła podstawowa. Działa tu również Ludowy Zespół Sportowy Otorowo, który obecnie występuje w Lidze Okręgowej.

## Zabytki
W Otorowie znajdują się: kościół parafialny z XVI w., dwór z XVIII w., park krajobrazowy oraz liczne pomniki przyrody.
- Otorowski kościół istniał już w 1298 r. Obecny kościół pw. Wszystkich Świętych zbudowano w 1533 r. staraniem Otorowskich. Późnogotycką, jednonawową budowlę o gwieździstym sklepieniu restaurowano w latach 1784 i 1824. W 1837 r. od strony północnej dobudowano według projektu Karola Ceptowskiego późnoklasycystyczną kaplicę grobową Moszczeńskich, a w 1872 r. od południa neogotycką kruchtę. W narożniku południowo-zachodnim znajduje się niewielka cylindryczna wieżyczka. Na północnej ścianie kaplicy wmurowana jest tablica epitafijna Stanisława Nałęcz-Moszczeńskiego ufundowana w 1837 r. przez żonę. Wejście, ujęte w dwie niewielkie skarpy, zostało dostawione w XIX w. Szczyt fasady pochodzi z przełomu XVIII i XIX w. Wnętrze kościoła nakryte jest sklepieniami gwiaździstymi, w zakrystii sklepienia kolebkowe. W części zachodniej znajduje się empora wsparta na 4 kolumnach. Na ścianie północnej, nad zamurowanym wejściem do kaplicy grobowej, widnieje herb Nałęcz podtrzymywany przed dwa lwy. Na ołtarzu głównym wisi obraz Matki Bożej z Dzieciątkiem w typie Śnieżnej z pierwszej połowy XVII w. W nawie znajduje się rokokowa chrzcielnica ze stojącą pod baldachimem postacią św. Jana Chrzciciela trzymającego misę chrzcielną z końca XVIII w. W prezbiterium zwraca uwagę barokowy krucyfiks z przełomu XVII i XVIII w. Na cmentarzu przykościelnym wzniesiono 2 nagrobki późnoklasycystyczne: Weroniki Cichockiej (zm. 1828 r.) i Weroniki z Kamieńskich Wasilkowskiej (zm. 1819 r.) oraz Wawrzyńca Rakowskiego a także groby uczestników powstania listopadowego 1830-31; Jana Mierzyńskiego (1801-1880) – kapitana i Aleksandra Brudzewskiego (1814-1858) – oficera, dziedzica Otorowa. Znajduje się tu także grób zbiorowy 10 mieszkańców Otorowa rozstrzelanych 12 X 1939 r. w Otorowie i 13 X 1939 r. w Szamotułach. Wokół kościoła rosną lipy, kasztanowce, 8 cisów o obwodzie do 175 cm. Przykościelny cmentarz otoczony jest murem z charakterystyczną późnobarokową bramą – dzwonnicą z końca XVIII w. Na murze widnieje tablica pamiątkowa z 1984 r. ku czci 10 rozstrzelanych.
- Drugim najbardziej popularnym zabytkiem Otorowa jest zespół dworski przy ul. Urszuli Ledóchowskiej. Usytuowany na skraju wsi dwór zbudowano w 1738 r. dla Bronikowskich, później stanowił własność Moszczeńskich; w 1912 r. został gruntownie odnowiony, a w 1922 r. przejęty i adaptowany dla potrzeb Zgromadzenia Sióstr Urszulanek. W 1933 r. dobudowano południowe piętrowe skrzydło. Jest to dwór późnobarokowy, parterowy z piętrem w mansardzie. Jego trzyosiowa fasada zwrócona jest na zachód. Szczyt wypełnia ornament roślinny (na szczycie również daty 1738 i 1912). W pomieszczeniu przylegającym od południa do klatki schodowej przetrwały elementy dekoracji stiukowej. Obecnie dwór pełni funkcję Domu Dziecka, a w skrzydle południowym ulokowano dom zakonny. W latach 1946-53 u urszulanek przebywał Władysław Komar (1940-1998) – najbarwniejsza postać polskiego sportu: bokser, kulomiotacz, potem aktor estradowy. Ukończył Poznańską Akademię Wychowania Fizycznego.
- Obok dworu stoją dwie oficyny zbudowane w końcu XVIII wieku. W północnej znajduje się kaplica pw. Najświętszego Serca Jezusa. Wokół rozciąga się park o pow. 8,1 ha, w tym 0,2 ha wody, założony na przełomie XVIII i XIX w. W parku krajobrazowym dominują następujące gatunki drzew: jesion, klon pospolity, świerk, lipa drobnolistna, 5 dębów szypułkowych o obw. do 485 cm, grupa lip o obw. do 470 cm, wiązy szypułkowe o obw. do 291 cm. Zespół dworski jest otoczony murem z zachowaną bramą w kształcie 2 opilastrowanych słupów. Od bramy prowadzi dawna aleja, rozszerzająca się w prawie kwadratowy plac z gazonem pośrodku, w jego centrum stoi figura Serca Jezusowego.
- We wsi znajduje się również gorzelnia zbudowana w 1897 r., później rozbudowana, obecnie urządzono w niej mieszkania; ciekawy jest również młyn zbudowany w końcu lat 20., który uległ spaleniu na początku XXI w.
- Na skraju lasu, w odległości 800 na północ od zabudowań Otorowa, rośnie sosna pospolita o obw. 202 cm (pomnik przyrody). Przy leśniczówce, przy drodze leśnej do Ostroroga, rośnie dąb szypułkowy o obw. 325 cm. W lesie – około 400 m na południowy wschód od leśniczówki – znajduje się stary cmentarz ewangelicki, a w nim kilkanaście fragmentów nagrobków i zarysy grobów.

W środku wsi rozpoczyna się szlak czerwony do Brodziszewa.

## Urodzeni w Otorowie
- Władysław Komar
- Zbigniew Ryndak
- W 1814 r. urodził się w Otorowie Gustav Stoll - przyrodnik, ekonomista i sadownik pochodzenia szwajcarsko-niemieckiego, twórca i wieloletni dyrektor pruskiego Królewskiego Instytutu Pomologicznego w Prószkowie pod Opolem, zaprzyjaźniony z wieloma polskimi towarzystwami ogrodniczymi i rolniczymi[9].
- W latach 1843 – 1844 u hrabiny Moszczeńskiej mieszkał Roman Zmorski (1822-1867) – poeta, tłumacz, zbieracz i wydawca podań ludowych.

W okresie międzywojennym bywali tutaj Juliusz Kaden-Bandrowski (1855-1944) – pisarz i jego brat – Jerzy Bandrowski (1883-1940) – pisarz i dziennikarz. Juliusz był żołnierzem legionów polskich i jakiś czas adiutantem Józefa Piłsudskiego.